# Nemi szerep
A nemi szerep azokat a normákat jelenti, amelyek egy társadalomban előírják, hogy a különböző nemű embereknek hogyan kellene viselkednie, beszélnie, öltözködnie és gondolkodnia, valamint, hogy milyen célok felé kellene törekednie és milyen tevékenységekben kellene kitűnnie vagy örömét lelnie.

## A nemi szerepekről röviden
A társadalmi nemek (továbbá a hozzájuk társított szerepfelfogások) száma és jellemzői társadalmanként változnak. A nyugati kultúrákban kivétel nélkül a kétosztatú, bináris (vagyis kizárólag a férfi és női kettős kategóriát elismerő) az uralkodó eszmerendszer. Bizonyos társadalmak három nemet különböztetnek meg, más társadalmak pedig több mint öt nemet azonosítanak. Ezekben a kultúrákban is mindegyik nemnek megvan a maga nemi szerepe.
A nemi szerepeket hagyományosan értelmező felfogás szerint a férfinak és a nőnek más-más szerepet kell(ene) a társadalomban betöltenie, amelyekre gyakran már gyerekkorban, sőt akár magzati korban megkezdődik az indirekt és direkt ránevelés és kondicionálás, főleg konzervatívabb közegekben. A férfiak kapcsán alapvetően a dominancia, a racionalitás és a fenntartó szerep a legmeghatározóbb, akik céltudatosak, aktív fizikai készségek birtokában vannak vagy törekszenek rájuk, míg a nőknél a passzívitás, a gondoskodás, az anyaság, a család és annak dologi és érzelmi fenntartása játssza a főszerepet. Ennek része az is például, hogy a lányokat a jellemzően a megjelenésükre fókuszálva, szépségcentrikusan nevelik, hiszen főleg azzal képesek meghódítani a férfiakat, míg a fiúkat jellemzően a keménységre, az erőre, az érzelmek kimutatásának, tipikusan a sírás mellőzésére nevelik. Ezek a determinált béklyók többek között ahhoz az a további problémákat gerjesztő helyzethez vezethetnek, hogy a fiúk lányokkal szembeni erőszakos megnyilvánulásait a patriarchális társadalom torz normarendszere legitimálja, romantizálja, amivel a fiúk megerősítést kaphatnak az elnyomó viselkedésre, lányok esetében azonban az ilyen helyzetek eltűrését vagy bagatellizálását támogatja. Ez az ártalmas szocializációs attitűd hozzájárul az érzelmileg, fizikailag és szexuálisan bántalmazó kapcsolatok kialakulásához. Az ilyen nevelés azon túl, hogy traumatizálja az áldozatokat, még bűncselekményekig fajuló élethelyzeteket is eredményezhet. A szexista és irreális nemi szerepek káros sulykolása helyett fejlett szexuális edukációval lenne fontos elkerülni az egyenlőtlen hatalmi viszonyrendszer újratermelődését az egyén személyiségfejlődésének szabad kibontakozása mellett. A jövő generációjának tagjai számára célszerű többféle perspektívával megismertetve, szélesebb választási lehetőséget kínálni, hogy egyéni szinten találják meg azt az életmódot, identitást és szereprepertoárt, amelyet a leginkább a magáénak éreznek és amellyel felnőttként később a legtöbbre vihetik. Probléma, hogy az idősebb generációk között sokan az elavult, dogmatikus, szexista szocializációban részesültek, emiatt náluk nagyobb az esélye a nemi sztereotipiák továbbadásának.

## Tanult és veleszületett viselkedés
Vitatott téma, hogy a nemi szerepek milyen mértékben társadalmi konstrukciók, vagyis mennyire függetlenek a biológiai vonatkozásoktól. A feminista megközelítés szerint szerint az emberek nemi viselkedése főleg a társadalmi konvenciókkal magyarázható, ezért a nemi szerepek is kultúrafüggők, vagyis kultúránként eltérőek. Konzervatív elméletek[forrás?] szerint a nemi szerepek az evolúciós pszichológiával magyarázhatók. A társadalmi konstrukció elsőbbségét vallók többsége azt is hangsúlyozza, hogy a társadalmi konvención alapuló nemi szerepek hierarchikusak, ami igazságtalanul elnyomja a nőket, valamint az LMBTQ embereket. A hozzájuk való ragaszkodás a férfiak hatalmi fölényének megőrzését szolgálja. A feminista mozgalmak ezért gyakran kritizálják a fennálló nemi szerepeket. A nemi alapú erőszak (angolul: gender based violance) a biológiai nem (általában a nő és férfi dichotómiában) bináris felfogásához kapcsolódó nemi szerep attitűdök egyenlőtlen elosztásából fakad.